# Parafia Zmartwychwstania Pańskiego w Krakowie (Podgórze Duchackie)
Parafia Zmartwychwstania Pańskiego w Krakowie – parafia rzymskokatolicka należąca do dekanatu Kraków-Podgórze archidiecezji krakowskiej na Woli Duchackiej.

## Historia parafii
W 1938 r. na prośbę arcybiskupa krakowskiego Adama Stefana Sapiehy posługę duszpasterską na Woli Duchackiej rozpoczęli księża zmartwychwstańcy. W czerwcu 1939 roku arcybiskup Sapiechapoświęcił prowizoryczną świątynię. W 1948 r. została utworzona tu parafia, wyodrębniona z parafii św. Józefa na krakowskim Podgórzu. 
Kościół parafialny został wybudowany w latach 1975–1989 według projektu Antoniego Mazura, poświęcony w 1989.

## Wspólnoty parafialne
- Ruch Światło-Życie „Oaza”
- Ministranci i Lektorzy
- Żywy Różaniec
- Neokatechumenat
- Galilea
- Barka – grupa powołaniowa
- Na Ratunek Dusz
- Intronizacji Jezusa Chrystusa
- Świetlica parafialna
- Duszpasterstwo akademickie
- Schola Akademicka

## Zasięg parafii
Ulice: Albańska, Algierska, Andricia, Andrychowska, Białoruska 4, 17, 19, Bławatkowa, Buraczana, Czarnogórska, Danna, Dobczycka 1-13a, Estońska, Gołaśka, Górska, Gromady Grudziąż, Gryglewskiego, Heila, Heltmana 25-84, Kadena-Bandrowskiego, Kamieńskiego 39-49, Karpińskiego, Klonowica, Krawiecka, Laszczki, Lecha, Lirników, Lisa-Kuli, Lubuska, Łabędzia, Łapanowska, Łuczników, Łużycka, Macedońska, Makowa, Malborska, Marcowa, Mieczników, Mochnackiego, Monterska, Nadzieja, Na Łuku, Niepokulczyckiego, Ondraszka, Ossowskiego, Pańska 43-55, Pirackiego, Podgwiezdna, Poprzeczna, Poturalskiego, Pszenna, Sempołowskiej, Serbska, Skowronia, Sławka Walerego, Sportowa, Sułkowskiego, Szczęśliwa, Szkolna, Szukiewicza, Tarnowska, Trawniki, Trybuny Ludów, Turniejowa, Uśmiech, Wielicka 101‑115, Wilgotna, Włoska nry nieparzyste 1-15, Wolności, Wspólna nry nieparzyste, Zabawa, Zana, Zmartwychwstania Pańskiego.